# Зекхринг (народ)
Зекхринг — народ, проживающий в округе Анджав, регионе Аруначал-Прадеш.
Зекхринги обитают в холмистой местности, на берегах реки Лохит, в районе городов Валонг и Кибиту. По состоянию на 2002 год племенное население зекхрингов составляло 300 человек. В их состав входили представители этнически родственного племени — Мейор.
Жизнь зекхрингов процветает благодаря сельскому хозяйству.
Народ зекхринг исповедует анимизм, хотя недавно некоторые из них приняли тибетский буддизм. Зекринги в культурном отношении больше похожи на племена Миджу Мишми, чем на тибетцев, проживающих на севере.
Сунгху, Цотангпхо Вангли, Цо Тангпо и Лосар — главные посещаемые фестивали народа Зекхринг.